# Médicament à base de plantes
Un médicament à base de plantes, ou médicament de phytothérapie ou phytomédicament,  est un médicament dont la substance active est constituée exclusivement par une ou plusieurs substances végétales ou préparations à base de plantes ou par une association de plusieurs substances végétales ou préparations à base de plantes,.
Il peut se présenter sous la forme d’une spécialité pharmaceutique, d'une préparation pharmaceutique (magistrale ou officinale), ou de drogues végétales.